# Jorge Ayala de Riberolles
Jorge Ayala de Riberolles (Ciudad de México, 1981) es un diseñador de modas multidisciplinario, conocido por su estilo experimental y conceptual en el que aplica la arquitectura al diseño de moda, al usar como escala el cuerpo humano.

## Estudios
Estudió arquitectura en la École de Beaux-Arts de París y realizó la maestría en la Architectural Association de Londres, donde fue alumno de Zaha Hadid y Rem Koolhaas.

## Trayectoria
En 2011, fue fundador y director de la AA Visiting School, sede parisina de la Architectural Association. Dos años más tarde, participó en la inauguración del Fonds régionaux d'art contemporain (FRAC) de Orléans, con la obra Cabinet de curiosités post-digitales (Gabinete de curiosidades posdigitales), durante la exposición ArchiLab. Después, realizó un desfile en colaboración con Google Fashion 2015, en México.
En 2016, participó en el Mercedes Benz Fashion Week Mexico con su colección Corbeille de Fleurs (Canasta de Flores), que representa textiles de diversos países. En octubre del mismo año, lanzó la colección Sacrée-Haute Culture (Sagrada-Alta Cultura), homenaje a diferentes culturas, en el Museo Soumaya.

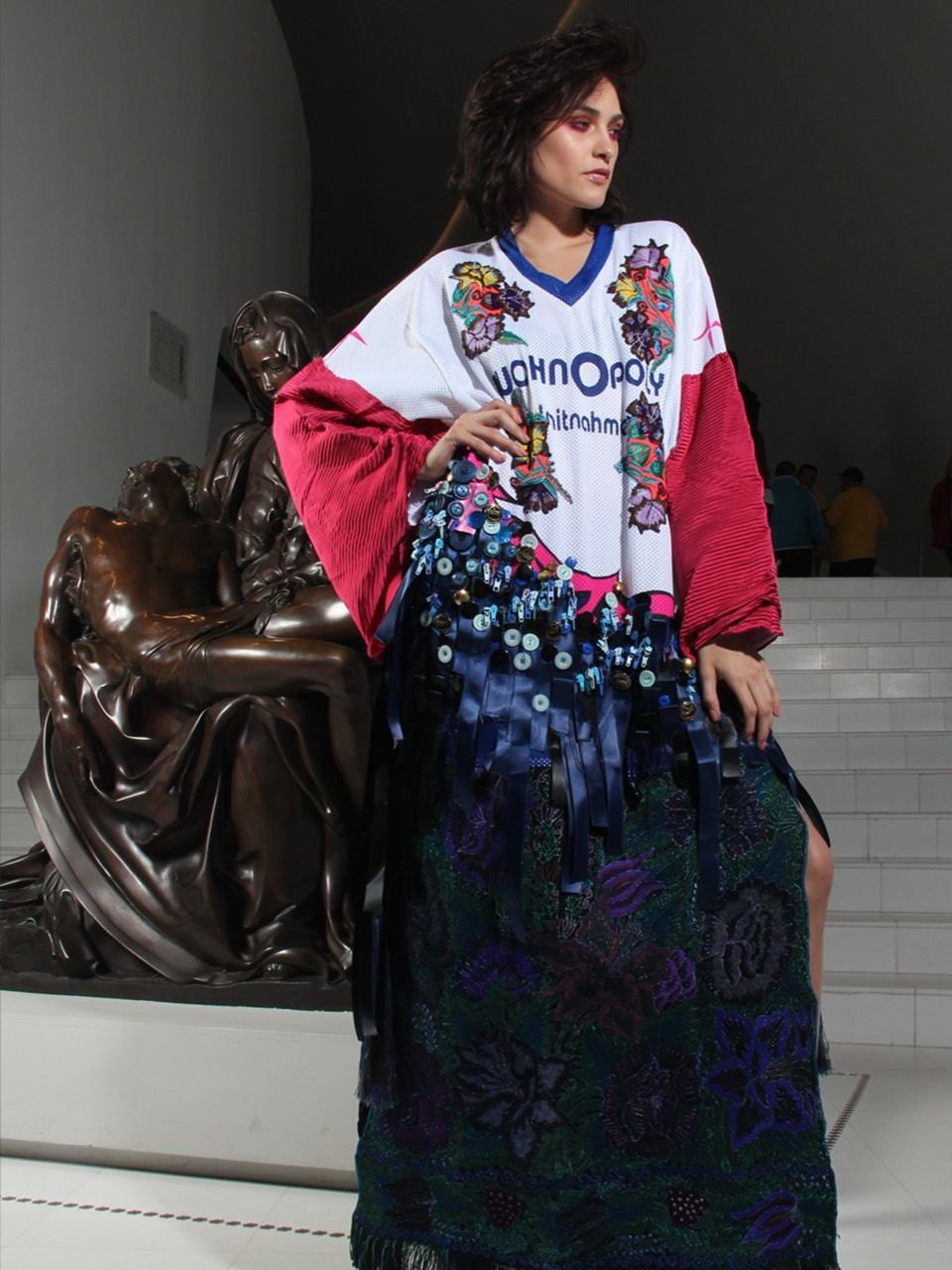
Silueta de la colección Sagrada Alta Cultura, Museo Soumaya, Ciudad de México.

Más tarde, presentó la colección Mexique (México) en el Berlin Fashion Week. En 2022, creó contenido de moda para plataforma digital Pop Vision Media Miami y, en octubre de ese año, presentó la colección Cosmos, inspirada en la moda futurista, en el Live Aqua Hotel de la Ciudad de México.

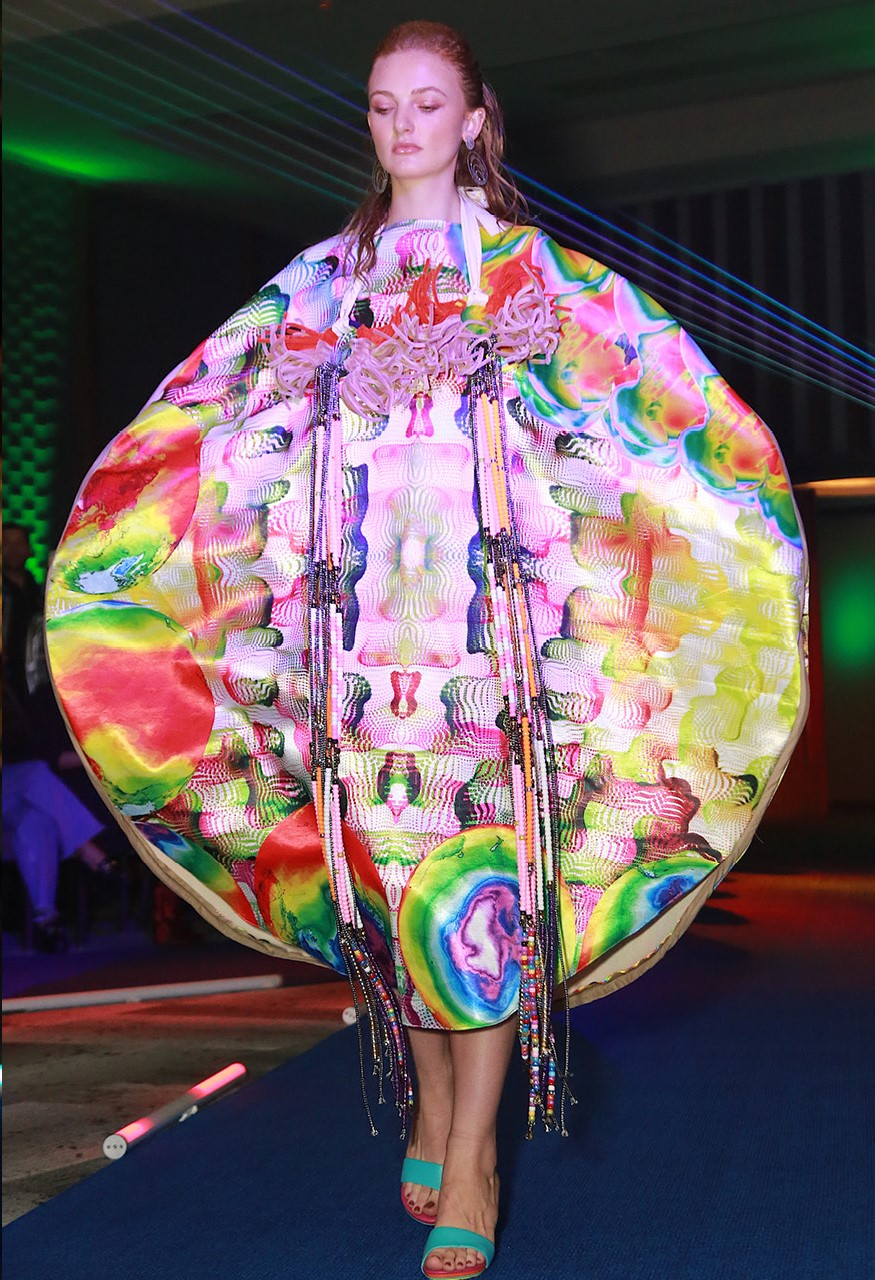
Silueta de la colección Cosmos, Hotel Live Aqua, Ciudad de México

En 2023, participó en un evento en homenaje a Marie-Therèse Arango, fundadora del Museo de Arte Popular, con la colección Renacer, constituida de 32 looks, donde fusionó el arte popular y la moda, inspirados en cada estado mexicano, los cuales presentó en el MAP México con el fin de recaudar fondos para los artesanos mexicanos.
Para la segunda edición del Futur Fashion México, diseñó la colección FuturScapes (Paisajes Futuros), con una visión digital y futurista de la moda.

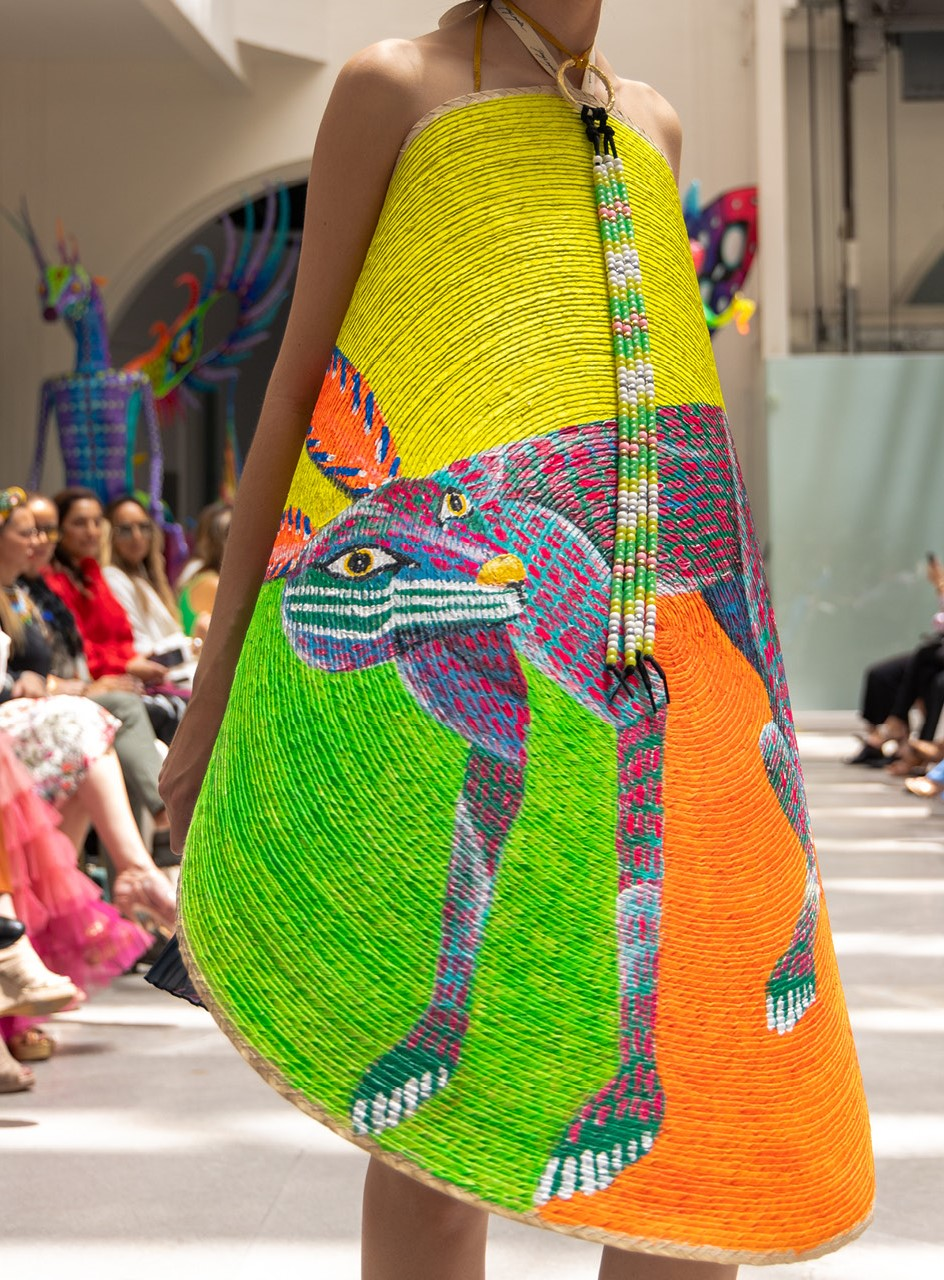
Silueta, colección Renacer, Homenaje al Arte Popular Mexicano, Museo de Arte Popular, Ciudad de México

Es cofundador y director creativo de Futur Fashion México, colaborador de United Nude para México y Latinoamérica y creador de la marca Jorge Ayala Paris, la cual une disciplinas como diseño de moda y arquitectura.

## Colaboraciones
Ha colaborado con marcas como Louis Vuitton, Franck Provost, Swarovsky, United Nude,Berlin Fashion Week, Hermèsy Levi's.